# Inger Hovman
Inger Hovman (9. juni 1946 - 19. januar 2017) var en dansk skuespiller.
Inger Hovman var uddannet på skuespillerskolen ved Odense Teater 1970-73, og viste siden sit mangesidede talent på en række teatre samt indenfor film, tv og radio.
Af tv-serier kan nævnes: Strandvaskeren (1978), Antonsen (1984), Gøngehøvdingen (1991-92), Edderkoppen (2000) og Nikolaj og Julie (2002-3).
Sammen med Jess Ingerslev fik hun døtrene Marie Ingerslev og Persille Ingerslev.
Inger Hovman døde af kræft i 2017 efter et frustrerende terminalt forløb.

## Film
- Danmark er lukket (1980)
- Lille Virgil og Orla Frøsnapper (1980)
- Sirup (1990)
- Høfeber (1991)
- Kun en pige (1995)